# Hermann Amann
Hermann Amann (* 9. Januar 1912 in Augsburg; † 30. April oder 1. Mai 1991 in Stadtbergen) war ein deutscher Musikpädagoge und Komponist. Amann komponierte hauptsächlich Filmmusik und wurde durch seine Musik für die Fernsehproduktionen der Augsburger Puppenkiste bekannt.